# Jaïr van der Horst
Pour les articles homonymes, voir van der Horst.
Jaïr van der Horst né le 25 février 1997, est un joueur néerlandais de hockey sur gazon. Il évolue au poste d'attaquant au HC 's-Hertogenbosch et avec l'équipe nationale néerlandaise.

## Biographie
Il est le frère cadet de Robert van der Horst, ancien international néerlandais.

## Carrière
Il a fait ses débuts en équipe première le 1er juin 2022 à Nimègue contre l'Argentine lors de la Ligue professionnelle 2021-2022.

## Palmarès
- : 1er à la Ligue professionnelle 2021-2022.